# Lepidotrigla argus
Lepidotrigla argus és una espècie de peix pertanyent a la família dels tríglids.

## Descripció
- Fa 18 cm de llargària màxima.[4][5]

## Hàbitat
És un peix marí, demersal i de clima tropical.

## Distribució geogràfica
Es troba al nord-oest d'Austràlia i Papua Nova Guinea.

## Observacions
És inofensiu per als humans.